# Frida Nåmo Rønning
Frida Nåmo Rønning (* 3. Februar 1997 in Oslo, Norwegen) ist eine norwegische Handballspielerin, die zuletzt für den deutschen Bundesligisten Borussia Dortmund auflief.

## Karriere

### Im Verein
Frida Nåmo Rønning begann das Handballspielen im Alter von sechs Jahren in ihrer Geburtsstadt bei Oppsal IF. Wenige Tage nach ihrem 16. Geburtstag unterschrieb sie einen Vertrag bei der in der höchsten norwegischen Spielklasse spielenden Damenmannschaft von Oppsal IF, für die sie daraufhin zum Einsatz kam. Nachdem Rønning im August 2015 einen Kreuzbandriss erlitten hatte, musste sie die Saison 2015/16 pausieren. Rønning gewann im Jahr 2017 mit der Juniorinnenmannschaft von Oppsal die Goldmedaille bei der Norgesmesterskap. Im Finalspiel gegen Sola HK erzielte sie vier Treffer. Nach einer weiteren längeren Verletzungspause kehrte sie zur Saison 2018/19 wieder in den Erstligakader von Oppsal zurück. Im Sommer 2021 wechselte sie zum deutschen Bundesligisten Borussia Dortmund. Nach der Saison 2023/24 verließ sie Borussia Dortmund.

### In Auswahlmannschaft
Frida Nåmo Rønning bestritt 26 Länderspiele für die norwegische Jugendnationalmannschaft sowie 15 Länderspiele für die norwegische Juniorinnennationalmannschaft. Mit diesen Auswahlmannschaften nahm sie an der U-18-Weltmeisterschaft 2014 sowie an der U-19-Europameisterschaft 2015 teil.